# Brezovica v Podbočju
Brezovica v Podbočju je naselje v Občini Krško.